# 沃思 (伊利諾伊州)
沃思（英語：Worth）是位於美國伊利諾伊州庫克縣的一個村落。

## 地理
沃思的座標為41°41′20″N 87°47′34″W / 41.68889°N 87.79278°W，而該地最高點為海拔高度186米（即610英尺）。

## 人口
根據2010年美國人口普查的數據，沃思的面積為6.17平方千米，當中陸地面積為6.13平方千米，而水域面積為0.04平方千米。當地共有人口10,789人，而人口密度為每平方千米1,748人。